# Bazoncourt
Bazoncourt est une commune française située dans le département de la Moselle, en région Grand Est. Ses habitants sont appelés les Bazoncourtois.

## Géographie
La commune, située sur la rive droite de la Nied française, est constituée des trois villages de Bazoncourt, Berlize et Vaucremont, de deux fermes éloignées Fresnois et Fourcheux et d'un moulin. C’est un village fleuri décoré d'une fleur. Berlize est un village-rue typiquement lorrain.

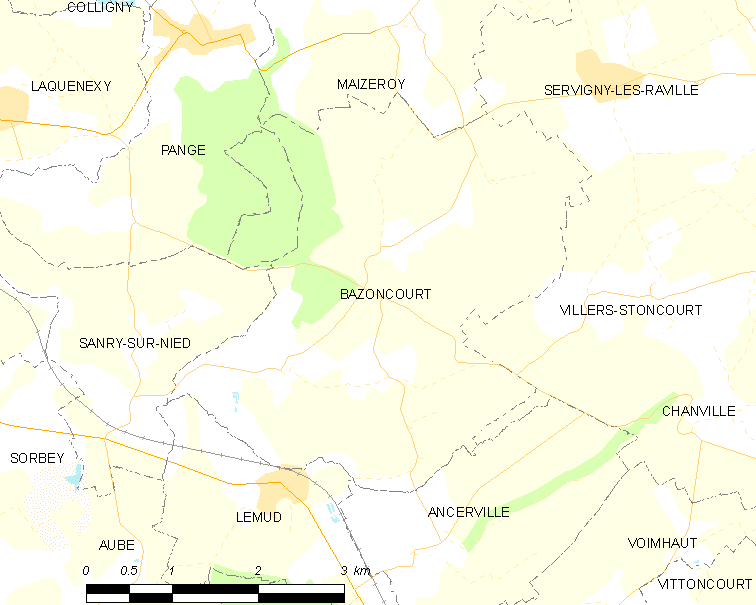
Carte de la commune.

| Pange          | Maizeroy   | Servigny-lès-Raville |
| Sanry-sur-Nied | Bazoncourt | Villers-Stoncourt    |
| Lemud          |            | Ancerville           |

### Hydrographie
La commune est située dans le bassin versant du Rhin au sein du bassin Rhin-Meuse. Elle est drainée par la Nied, le ruisseau Elvon et le ruisseau Malroy.
La Nied, d'une longueur totale de 96,7 km, prend sa source dans la commune de Marthille, traverse 47 communes françaises, puis poursuit son cours en Allemagne où elle se jette dans la Sarre.

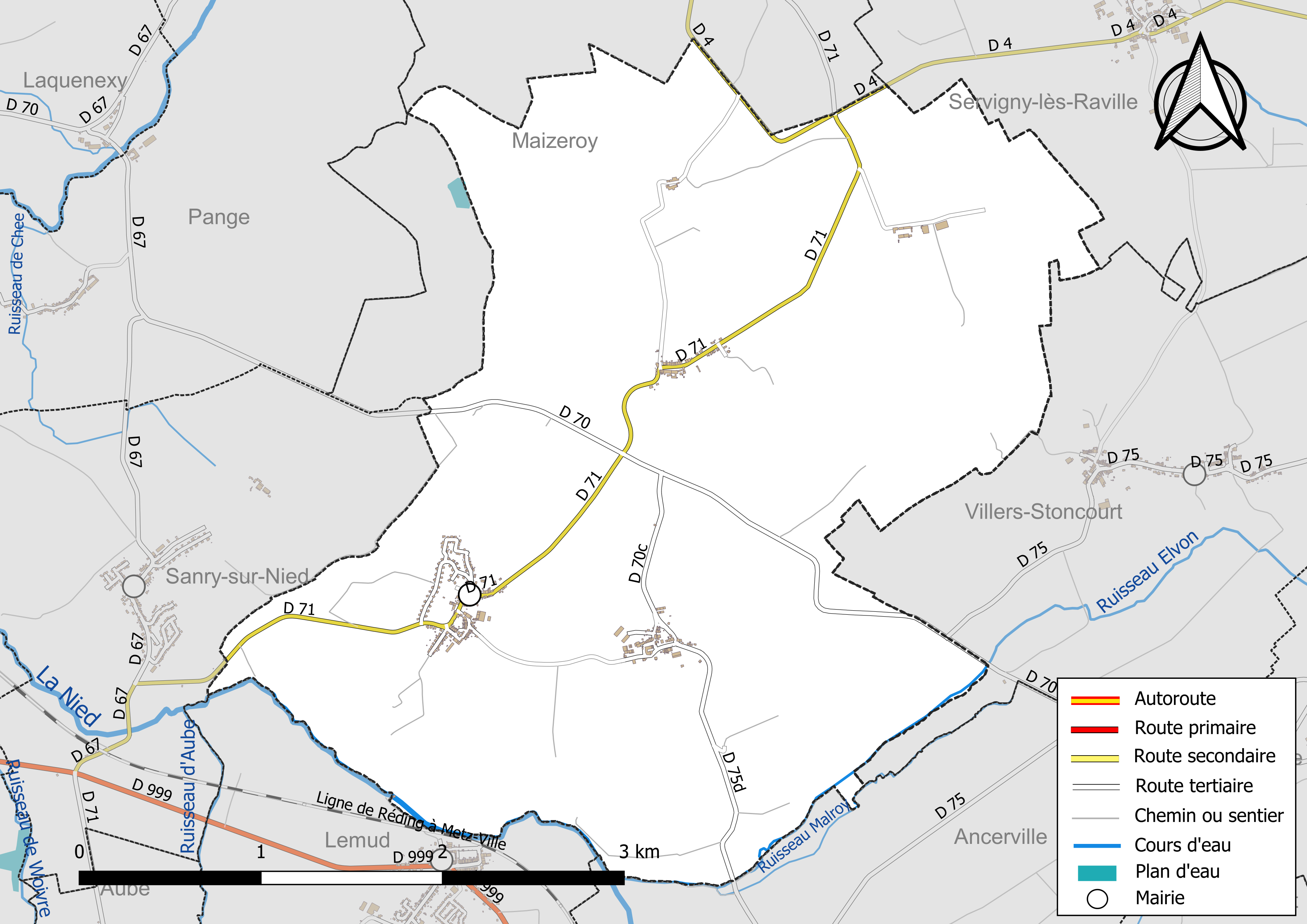
Réseaux hydrographique et routier de Bazoncourt.

La qualité des eaux des principaux cours d’eau de la commune, notamment de la Nied, peut être consultée sur un site dédié géré par les agences de l’eau et l’Agence française pour la biodiversité.

### Climat
Pour des articles plus généraux, voir Climat du Grand Est et Climat de la Moselle.
En 2010, le climat de la commune est de type climat océanique dégradé des plaines du Centre et du Nord, selon une étude du Centre national de la recherche scientifique s'appuyant sur une série de données couvrant la période 1971-2000. En 2020, Météo-France publie une typologie des climats de la France métropolitaine dans laquelle la commune est exposée à un climat semi-continental et est dans la région climatique  Lorraine, plateau de Langres, Morvan, caractérisée par un hiver rude (1,5 °C), des vents modérés et des brouillards fréquents en automne et hiver. 
Pour la période 1971-2000, la température annuelle moyenne est de 9,6 °C, avec une amplitude thermique annuelle de 16,9 °C. Le cumul annuel moyen de précipitations est de 796 mm, avec 11,8 jours de précipitations en janvier et 9,5 jours en juillet. Pour la période 1991-2020, la température moyenne annuelle observée sur la station météorologique de Météo-France la plus proche, « M.n.l. », sur la commune de Goin à 13 km à vol d'oiseau, est de 10,7 °C et le cumul annuel moyen de précipitations est de 678,8 mm. 
La température maximale relevée sur cette station est de 39,5 °C, atteinte le 24 juillet 2019 ; la température minimale est de −16,3 °C, atteinte le 2 janvier 1997,,. 
Les paramètres climatiques de la commune ont été estimés pour le milieu du siècle (2041-2070) selon différents scénarios d'émission de gaz à effet de serre à partir des nouvelles projections climatiques de référence DRIAS-2020. Ils sont consultables sur un site dédié publié par Météo-France en novembre 2022.

## Urbanisme

### Typologie
Au 1er janvier 2024, Bazoncourt est catégorisée commune rurale à habitat dispersé, selon la nouvelle grille communale de densité à sept niveaux définie par l'Insee en 2022.
Elle est située hors unité urbaine. Par ailleurs la commune fait partie de l'aire d'attraction de Metz, dont elle est une commune de la couronne,. Cette aire, qui regroupe 245 communes, est catégorisée dans les aires de 200 000 à moins de 700 000 habitants,.

### Occupation des sols
L'occupation des sols de la commune, telle qu'elle ressort de la base de données européenne d’occupation biophysique des sols Corine Land Cover (CLC), est marquée par l'importance des territoires agricoles (92,3 % en 2018), une proportion identique à celle de 1990 (92,3 %). La répartition détaillée en 2018 est la suivante : 
terres arables (74,3 %), prairies (13,6 %), forêts (7,6 %), zones agricoles hétérogènes (4,4 %), zones urbanisées (0,1 %). L'évolution de l’occupation des sols de la commune et de ses infrastructures peut être observée sur les différentes représentations cartographiques du territoire : la carte de Cassini (XVIIIe siècle), la carte d'état-major (1820-1866) et les cartes ou photos aériennes de l'IGN pour la période actuelle (1950 à aujourd'hui).

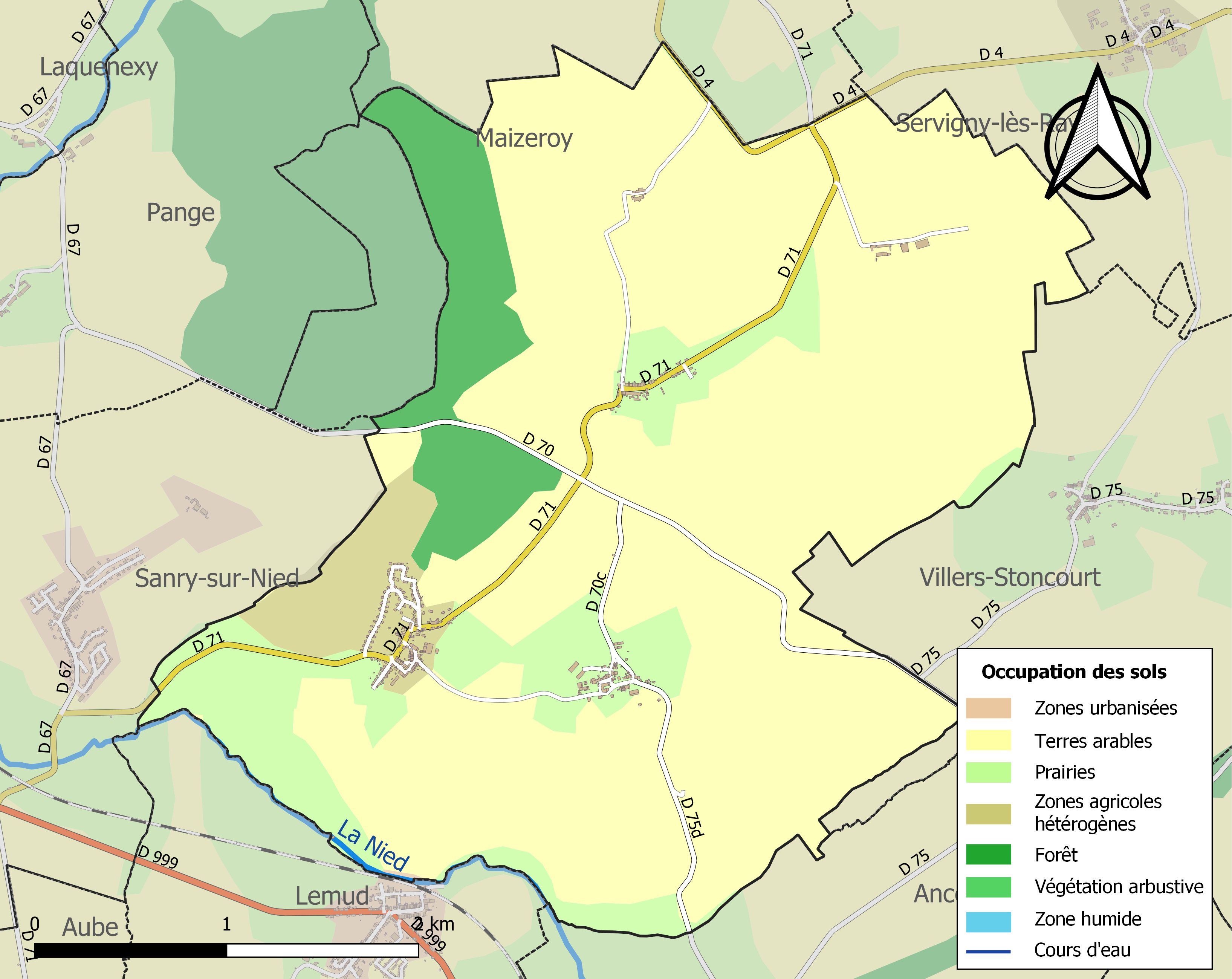
Carte des infrastructures et de l'occupation des sols de la commune en 2018 (CLC).

## Toponymie
- Anciennes mentions : Busonis curtis (973), Basonis curtis (977), Bissoncourt (1210), Basoncort (1239), Bazoncort (1274), Baizoncourt (1299), Bazencourt (1756), Basonhofen (1915-1918), Basenhofen (1940-1944).
- En Lorrain : Besonco.

## Histoire
- Anciennement Bosonis-Curtis (le champ de Bozon) mentionné pour la première fois en 875.
- Bazoncourt dépendait de l’ancien Saulnois-en-pays-messin. Vaucremont dépendait du Ban Saint-Pierre.
- Possession des abbayes Sainte-Glossinde et Saint-Pierre de Metz.
- Pillé et incendié en 1404 et 1444 ; le château fort fut détruit en 1677 par Charles V de Lorraine.
- Le dernier seigneur de Bazoncourt était M. de Courten. Sa famille a fait don du terrain du Bosquet, de celui du foyer rural, du clocher de l’église et des caves de l’ancien château à la commune. La rue principale porte son nom.
- Bazoncourt absorbe Fourcheux et Frenoi entre 1790 et 1794. Un décret de Napoléon, établi le 21 septembre 1812 à Moscou, réunit les communes de Berlize et Vaucremont à Bazoncourt[15],[16].

## Politique et administration
| Période                                  | Période   | Identité           | Étiquette | Qualité |
| ---------------------------------------- | --------- | ------------------ | --------- | ------- |
| Les données manquantes sont à compléter. |           |                    |           |         |
| an VIII                                  | 1806      | François Simon     |           |         |
| 1806                                     |           | Claude Maire       |           |         |
| mars 1971                                | mars 1995 | Jean Pierson       |           |         |
| mars 1995                                | 2008      | Olivier Leick      |           |         |
| mars 2008                                | En cours  | Dominique Bertrand |           |         |

## Population et société

### Démographie

#### Évolution démographique
L'évolution du nombre d'habitants est connue à travers les recensements de la population effectués dans la commune depuis 1793. Pour les communes de moins de 10 000 habitants, une enquête de recensement portant sur toute la population est réalisée tous les cinq ans, les populations de référence des années intermédiaires étant quant à elles estimées par interpolation ou extrapolation. Pour la commune, le premier recensement exhaustif entrant dans le cadre du nouveau dispositif a été réalisé en 2004.

En 2022, la commune comptait 542 habitants, en stagnation par rapport à 2016 (Moselle : +0,52 %, France hors Mayotte : +2,11 %).
| 1793 | 1800 | 1806 | 1821 | 1836 | 1841 | 1861 | 1866 | 1871 |
| ---- | ---- | ---- | ---- | ---- | ---- | ---- | ---- | ---- |
| 182  | 189  | 205  | 568  | 587  | 574  | 516  | 546  | 469  |

| 1875 | 1880 | 1885 | 1890 | 1895 | 1900 | 1905 | 1910 | 1921 |
| ---- | ---- | ---- | ---- | ---- | ---- | ---- | ---- | ---- |
| 471  | 491  | 481  | 480  | 463  | 433  | 421  | 370  | 377  |

| 1926 | 1931 | 1936 | 1946 | 1954 | 1962 | 1968 | 1975 | 1982 |
| ---- | ---- | ---- | ---- | ---- | ---- | ---- | ---- | ---- |
| 340  | 329  | 316  | 233  | 256  | 275  | 265  | 271  | 421  |

| 1990 | 1999 | 2004 | 2006 | 2009 | 2014 | 2019 | 2022 | - |
| ---- | ---- | ---- | ---- | ---- | ---- | ---- | ---- | - |
| 433  | 469  | 478  | 476  | 492  | 532  | 536  | 542  | - |

#### Pyramide des âges
La population de la commune est relativement jeune.
En 2018, le taux de personnes d'un âge inférieur à 30 ans s'élève à 35,7 %, soit au-dessus de la moyenne départementale (33,6 %). À l'inverse, le taux de personnes d'âge supérieur à 60 ans est de 20,3 % la même année, alors qu'il est de 26,2 % au niveau départemental.
En 2018, la commune comptait 272 hommes pour 266 femmes, soit un taux de 50,56 % d'hommes, légèrement supérieur au taux départemental (48,92 %).
Les pyramides des âges de la commune et du département s'établissent comme suit.
| Hommes | Classe d’âge | Femmes |
| ------ | ------------ | ------ |
| 0,4    | 90 ou +      | 0,4    |
| 4,1    | 75-89 ans    | 5,7    |
| 16,2   | 60-74 ans    | 14,0   |
| 22,1   | 45-59 ans    | 24,9   |
| 19,6   | 30-44 ans    | 21,5   |
| 15,1   | 15-29 ans    | 13,2   |
| 22,5   | 0-14 ans     | 20,4   |

| Hommes | Classe d’âge | Femmes |
| ------ | ------------ | ------ |
| 0,6    | 90 ou +      | 1,5    |
| 6,8    | 75-89 ans    | 9,5    |
| 17,2   | 60-74 ans    | 18,4   |
| 20,9   | 45-59 ans    | 20,5   |
| 19,5   | 30-44 ans    | 18,6   |
| 17,7   | 15-29 ans    | 15,7   |
| 17,4   | 0-14 ans     | 15,8   |

### Enseignement
La scolarisation des enfants de Bazoncourt est faite en regroupement pédagogique avec les communes de Sanry-sur-Nied et de Sorbey, chacune disposant d'une école.

### Manifestations culturelles et festivités
La commune a plusieurs associations dynamiques : le foyer rural œuvre depuis 1964, les Joyeux baladeurs, la Confrérie de la cuisse Cochonne… Le foyer rural organise des activités pour ses adhérents ainsi que des manifestations comme la fête patronale, la célèbre fête du jambon, la Saint-Nicolas, le repas des anciens. La mairie organise une manifestation pour les enfants pour l’Épiphanie, pour les vœux de nouvelle année ainsi qu'un centre aéré en août de trois semaines pour une cinquantaine d’enfants de 4 à 11 ans de Bazoncourt et environs.

## Culture locale et patrimoine

### Lieux et monuments

#### Édifices civils
- ancien château fort du XIVe siècle rebâti en 1709 ;
- moulin à 3,5 km de Bazoncourt près de Lemud, existe depuis 875 ; construit à côté de la Nied française qui a une faible pente à cet endroit ; arrêté le 1er janvier 1950 ; c'est aujourd'hui une maison recouverte de vignes ;
- trois cafés ont fonctionné les uns après les autres :
  - le café « Mathiotte », le plus ancien, à Vaucremont dans la maison d'Émile Guéder : les gens y jouaient à la bête ou au piquet et au temps des Vozes-notes (la Saint-Valentin en patois lorrain), on formait des couples fictifs et le dimanche suivant la jeune fille offrait des meringues au jeune homme ;
  - le café « Chez la Bibi » au 31, rue de la Forêt qui appartenait à la famille Guéder ;
  - le café « Pauline » ;
- le chemin des Vignes est un circuit de randonnée et de découverte d'une distance de deux kilomètres et présentant une diversité botanique intéressante et une vue panoramique sur la vallée de la Nied et au-delà[15].

#### Édifices religieux

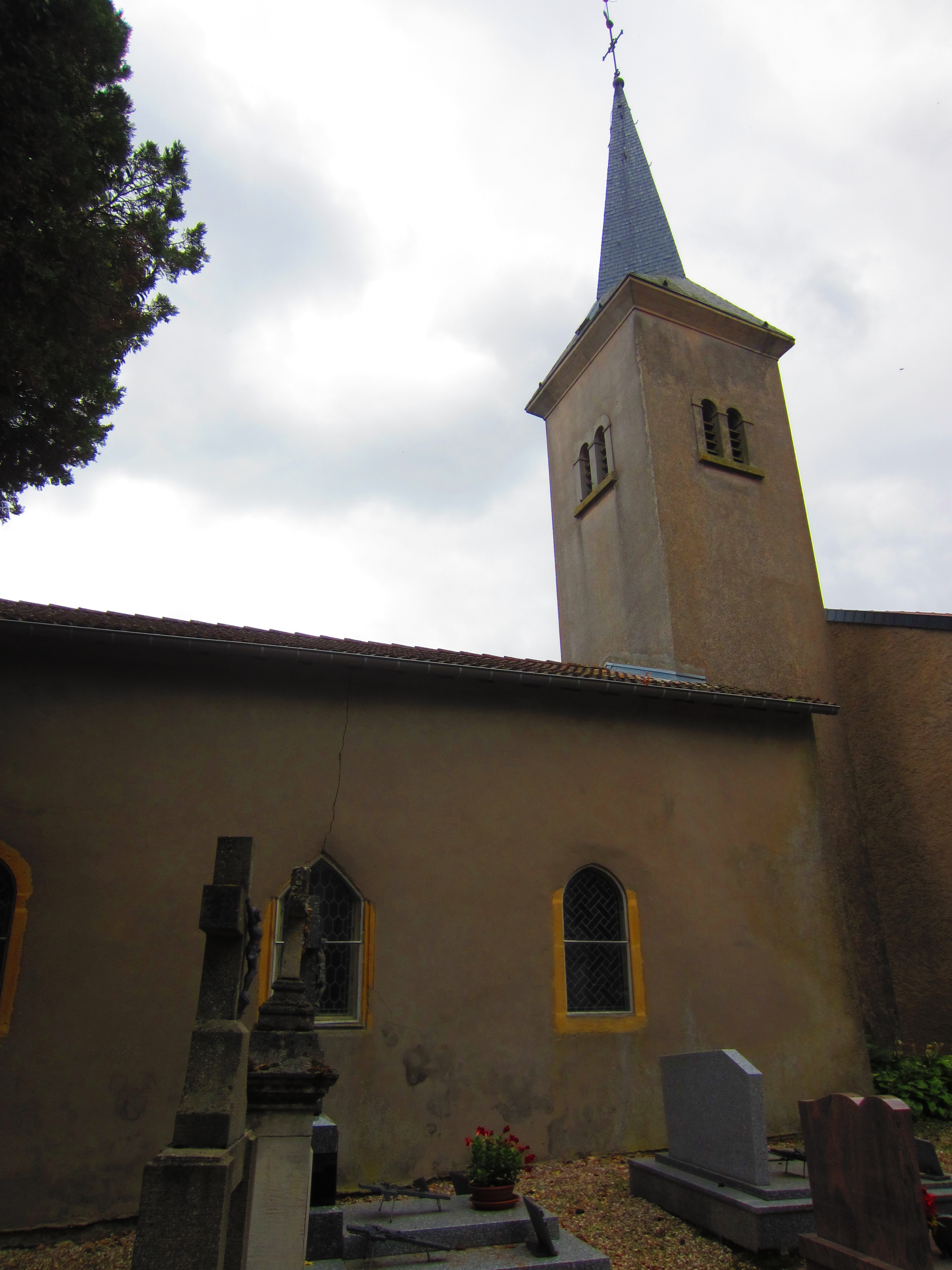
Chapelle Saint-Matthieu de Berlize.

- L'église paroissiale Saint-Christophe de Bazoncourt date du XVIIIe siècle et a replacé une autre église romane. Son clocher, construit en 1858, est d'inspiration suisse. Il a été payé en partie par la famille de Courten propriétaire de l'ancien château de Bazoncourt et d'origine suisse. Trois cloches installées en 1924 remplacent celles réquisitionnées par l'état allemand[15].
- La chapelle Saint-Matthieu de Berlize date du XIVe siècle. Elle a subi de nombreuses destructions et reconstructions. La façade nord présente un arc boutant démontrant une construction gothique. La partie la plus authentique est son chœur de forme carré[15].
- Trois calvaires : celui situé à 100 m de la ferme de Fresnois a le plus de caractère et est le plus ancien. On raconte qu'il aurait été construit par des habitants épargnés par une épidémie de choléra ou de peste. Sur le socle est inscrit 1778. Sur une autre partie, une inscription illisible accompagnée de la date 1818. Le calvaire aurait-il été abattu à la Révolution et reconstitué ensuite en 1818 ? Le Christ a été arraché, il reste la place des clous.

À noter que les fermes de Fresnois et Fourcheux dépendent de la paroisse de Maizeroy et le moulin de Bazoncourt, de celle de Lemud, pour des raisons évidentes de proximité.

### Personnalités liées à la commune
- Albert BRONDEX,  1737-1797 né à Berlize. Il est l'auteur de 22 ouvrages dont le plus marquant est Chan Heurlin, considéré comme le joyau de la littérature messine.
- Hubert VION, né à Noisseville le 10 décembre 1820 et décédé le 27 novembre 1896. Il est nommé curé de Bazoncourt en 1869 et le resta jusqu'à sa mort[23]. En 1870, il est arrêté par les allemands et condamné à mort pour espionnage. Le  général allemand Manteuffel récemment nommée commandant de l'état major, refusa de ratifier cette condamnation qui fut commuée en peine de prison[24]. Maîtrisant le patois,  l'abbé Vion est l'auteur de plusieurs documents sur cette langue. Lucien Adam, auteur de l'ouvrage "les patois lorrains", le cite comme référent. Dans la biographie de son œuvre magistrale "Le dictionnaire des patois lorrains romans de Moselle", Léon Zéliqzon cite le projet de dictionnaire patois de l'abbé Vion. Ce dernier eut l'audace d'adresser un compliment en patois à Guillaume II en visite dans la région, et ce, malgré l'interdiction d'employer toute autre langue que l'Allemand dans les régions annexées.  Il fut membre puis Président de l'Académie de Metz[23].

### Héraldique
| Blason de Bazoncourt | Blason  | De gueules au monde croiseté d'or, cerclé et cintré d'argent. |
| Blason de Bazoncourt | Détails | Le statut officiel du blason reste à déterminer.              |

Le blason attribué à la commune est sensiblement le même que celui de la famille de Courten : De gueules au globe d’or, cerclé de sable et sommé d’une croix d’or, dernier seigneur et propriétaire du lieu pendant deux siècles.

## Pour approfondir